# Kehinde Wiley
Pour les articles homonymes, voir Wiley.
Kehinde Wiley, né en 1977 à Los Angeles, est un peintre américain.

## Biographie
Né à Los Angeles d'un père Yoruba du Nigeria — absent de sa jeunesse et qu'il ne retrouvera en Afrique qu'à l'âge adulte — et d'une mère afro-américaine, Kehinde Wiley est titulaire d'un Bachelor of Fine Arts du San Francisco Art Institute (1999) et d'un Master of Fine Arts de l'université Yale (2001) ; il vit et travaille à Brooklyn, New York.

## Carrière
Son style se caractérise par la volonté de replacer l'homme noir au cœur de l'Histoire. Ainsi, tel un DJ qui remixerait et samplerait des grands classiques de la musique, Kehinde Wiley reprend de grands classiques de l'histoire de l'art qu'il recompose avec des personnages afro-américains imprégnés de culture hip-hop.
Sensible dès ses débuts aux enjeux de pouvoir et à leur transposition aux canons de l’art, il s'insurge contre les conséquences de « l'absence du corps noir dans les tableaux » des collections muséales et contre la rétrogradation des Noirs dans les fonctions d'esclave ou de servante. Il se lance dans la représentation de jeunes hommes afro-américains — d'abord des quartiers de Brooklyn et de Harlem — en les représentant dans des postures valorisantes. 
En 2010, Wiley travaille avec l'équipementier sportif Puma à la conception de la ligne graphique de vêtements, chaussures et accessoires, à l'occasion de la Coupe du monde de football 2010 organisée en Afrique du Sud.
Invité à la Maison Blanche par le président des États-Unis Barack Obama en 2016, il réalise son portrait, lui qui préférait jusque là représenter des anonymes et des personnes modestes, même s'il préparait depuis 2012 un projet de portraits de chefs d'État africains. Le portrait, intitulé President Barack Obama, est exposé à la National Portrait Gallery de Washington, celui de Michelle Obama étant confié à Amy Sherald.  
En 2019, son exposition « Tahiti » s'ouvre à la représentation des femmes et des transgenres. Au mois de mai, il participe au Sénégal, avec des artistes africains comme Soly Cissé et Omar Victor Diop, au festival Black Rocks Senegal nommé ainsi en référence aux roches volcaniques qui jonchent les plages de Dakar. Il ouvre une résidence d'artistes luxueusement décorée par des artistes et artisans africains : « Je veux que Black Rock se répande dans le monde comme un virus, mais un virus qui apporterait joie, créativité et nouveauté, à l’inverse de ce perpétuel narratif de guerre, désastres et anxiété que l’on accole à l’Afrique », désirant faire de Dakar l’épicentre d’un « dialogue mondial entre artistes afin qu’ils s’aiguisent entre eux comme des couteaux. »

« Je pense que c’est ainsi que surviennent les révolutions. Non par des moments coups de poing, mais par ces petites touches. C’est comme tomber amoureux et je veux que le monde tombe amoureux de l’Afrique de l’Ouest. »

En avril 2022, il participe à la programmation officielle de la 59e édition de la Biennale de Venise, avec son exposition « An archaelogy of silence » à la fondation Cini, où il présente des peintures et des sculptures monumentales. En septembre, trois œuvres présentées à Venise sont exposées au musée d'Orsay. Il collabore avec le producteur et rappeur Dr. Dre pour la création d'une édition collector de l'album 2001 pour les 30 ans de la maison de disques Interscope.
En 2023, il expose  au Musée du Quai Branly - Jacques-Chirac Dédales du pouvoir, qui présente 11 portraits de chefs d'états d'Afrique.
Il est représenté par la galerie Daniel Templon à Paris et à Bruxelles, et par Roberts Projects à Los Angeles.

## Œuvres (sélection)
- 2003 :
  - Go, au Brooklyn Museum, à New York.
  - Passing/Posing, (Female Prophet Ann, Who Observes the Presentation of Jesus on the Temple), au Brooklyn Museum, à New York.
  - Passing/Posing, (Assumption), au Brooklyn Museum, à New York.
- 2005 :
  - Annunciation.
  - Napoleon Leading the Army over the Alps, au Brooklyn Museum, à New York. L'œuvre de Kehinde Wiley se réfère à la suite de tableaux Bonaparte franchissant le Grand-Saint-Bernard, peints par Jacques-Louis David entre 1800 et 1803.
  - Big Daddy Kane.
  -  Grandmaster Flash and the Furious Five.
  - Ice T.
  - Lady Innes.
  - LL Cool J.
  - Madonna of the Rosary.
  - Marriage of the Virgin.
  - Notorious B.I.G..
  - Passing/posing Untitled 4.
  - Saint John the Baptist.
  - Saint Laurence.
  - St. Lucy.
  - Salt N'Pepa and Spinderella.
  - The Chancellor Seguier on Horseback. L'œuvre de Kehinde Wiley se réfère au portrait équestre Le Chancelier Seguier, peint en 1660 par Charles Le Brun ; tableau conservé au musée du Louvre, à Paris.
  - The Equestrian Portrait of the Duke of Lerma. L'œuvre de Kehinde Wiley se réfère au Portrait équestre du duc de Lerma (1603), par Pierre Paul Rubens, au musée du Prado, à Madrid.
  - The Equestrian Portrait of the Count-Duke Olivares.
  - The Three Graces. L'œuvre de Kehinde Wiley se réfère au tableau Les Trois Grâces, peint en 1504-1505 par Raphaël ; tableau conservé au musée Condé, à Chantilly.
- 2005-2007 :
  - The Blessing Christ.
- 2006 :
  - Albert and Nikolaus Reubens, the Artist's Sons.
  - Charles I and Henrietta Maria.
  - David Garrick, as Kitely.
  - David Lachapelle as Archangel Gabriel.
  - Defend and Develop the Island Together.
  - Design for a Stained Glass Window with Wildman.
  - Dwayne I.
  - George Augustus Eliott, Lord Heathfield.
  - Giuseppe Marchi.
  - Ivelaw II.
  - Louis Philippe Joseph, Duke of Orleans.
  - Mrs. Joseph Barrell (Hannah Fitch).
  - Mugshot Study.
  - Norman, the 22nd Chief of Macleod.
  - Petrus Blanckenheim and Saint George.
  - Philip the Fair.
  - Portrait of Andries Stilte II.
  - Portrait of a Venetian Ambassador, Aged 59 II.
  - Portrait of a Young Man II.
  - Portrait of a Young Man III.
  - Portrait of Derich Born Study.
  - Portrait of James Boswell.
  - Portrait of Pablillos de Valladolid, Buffon de Philip V II.
  - Portrait of Sir Nicholas Carew.
  - Prince Tommaso Francesco of Savoy-Carignano.
  - Le Roi à la chasse.
  - Samuel Johnson.
  - Simon George I.
  - Simon George II.
  - Saint John the Baptist.
  - Saint John the Baptist II.
  - St. Adrian.
  - St. Andrew.
  - St. Bartholomew.
  - St. Cajetan Thiene.
  - St. Dionysus.
  - St. Michael.
  - St. Sebastian.
  - St. Sebastian II.
  - Study of Count Potocki.
  - Thomas Amory I.
  - The Apostle Peter.
  - The Capture of Juliers.
  - The Honorable Augustus Keppel, Admiral of the Blue. L'œuvre de Kehinde Wiley se réfère au portrait de Augustus Keppel (1752-1753), de Joshua Reynolds, conservé au National Maritime Museum, à Londres.
  - The Prophet and the King II.
- 2007 :
  - Acting in accordance with Chairman Mao's instructions means victory.
  - Alexander the Great.
  - Carry out of the Modernisation of the Fatherland.
  - Celebrating with great joy and enthusiasm the publication of the constitution of the People's Republic of China.
  - Chaick I.
  - Correy I.
  - Correy II.
  - Design for a Stained Glass Window with Wildman II.
  - Encourage good manners and politeness; brighten up your surroundings with plants.
  - George, Lord Digby and William, Lord Russell.
  - Great celebration of the victorious people.
  - Hugh, First Duke of Northumberland.
  - Ibrahima Sacko (study 2).
  - Idrissa Ndiaye (study).
  - Idrissa Ndiaye.
  - Ivelaw I.
  - Learn from Comrade Wang Guofu!.
  - Officer of the Hussars.
  - Madonna of the Rosary II.
  - Mame Ngagne (study).
  - Matar Mbaye (study 1).
  - Nataraja.
  - Pape Seck (study).
  - Phillip.
  - Regard the class struggle as the main link in the chain.
  - Romaine III.
  - Rubin.
  - St. Bartholomew.
  - St. Francis.
  - Support the rural population and serve 500 million peasants.
  - Support the army and look after the people.
  - The Dead Christ in the Tomb after Hans Holbein the Younger.
  - Thomas Gage.
  - Threefold Defence.
  - Toeing the line of discipline.
  - Triple Portrait of Charles I. L'œuvre se réfère au portrait de Charles Ier d'Angleterre (dans la Royal Collection), peint par Antoine van Dyck, vers 1635-1636.
  - Two heroic sisters of the grassland.
- 2008 :
  - A Dead Soldier.
  - Alegoria Alei Do Ventre Livre.
  - Algorna Study I.
  - Algorna Study II.
  - Anderson S. da Fonseca.
  - Benin Mother and Child.
  - Bernardo O'Higgins.
  - Christian Martyr Tarcisius. L'œuvre de Kehinde Wiley se réfère à la sculpture Tarcisius, martyr chrétien (1868), de Alexandre Falguière, conservée au musée d'Orsay, à Paris.
  - Colonel Platoff on his Charger.
  - Count Potocki.
  - Dogon Couple.
  - Elcias Study.
  - Elcias.
  - Fall.
  - Femme piquée par un serpent. L'œuvre de Kehinde Wiley se réfère à la sculpture Femme piquée par un serpent (1847), de Auguste Clésinger, conservée au musée d'Orsay, à Paris.
  - Hunger.
  - Ibrahima Sacko.
  - Jerry Study I.
  - Joao Caetano.
  - Jonathan Study I.
  - Kofi Study.
  - Mame Ngagne.
  - Marechal Floriano Peixoto.
  - Mark Study I.
  - Matar Mbaye.
  - Morpheus. L'œuvre de Kehinde Wiley se réfère à la sculpture Morphée, de Jean-Antoine Houdon, conservée au musée du Louvre, à Paris.
  - Nelson Silva Eaflanzino Jr..
  - O Christo Redentor.
  - Omen Negro.
  - On Top of the World.
  - Place Soweto (National Assembly).
  - Randerson Romualdo Cordeiro.
  - Rubin Singleton.
  - Santos Dumont the Father of Aviation.
  - Santos Dumont the Father of Aviation II.
  - Simon George Study.
  - Sleep.
  - Soly Cisse.
  - St. Francis of Assisi Study I.
  - St. Francis of Assisi Study II.
  - Tarrel.
  - The Lamentation over the Dead Christ. L'œuvre de Kehinde Wiley se réfère au tableau La Lamentation sur le Christ mort (vers 1480), d'Andrea Mantegna, conservé à la pinacothèque de Brera, à Milan.
  - The Veiled Christ. L'œuvre de Kehinde Wiley se réfère à la sculpture Le Christ voilé (1753), de Giuseppe Sanmartino, à la Chapelle Sansevero, à Naples.
  - The Virgin Martyr St. Cecilia. L'œuvre de Kehinde Wiley se réfère à la sculpture Le Martyre de sainte Cécile (1600), de Stefano Maderno, conservée à l'église Sainte-Cécile-du-Trastevere, à Rome.
  - Three Wise Men Greeting Entry into Lagos.
  - Triple portrait of Charles II.
  - Two Men with a Passage from Cicero's On Friendship.
  - Vagner Rodrigues Gomes.
  - Wale Study I.
- 2009 :
  - After Albrecht Dürer's Self-Portrait.
  - After El Greco's (Domenikos Theotokopoulos) The Annunciation.
  - After George Romney's Elizabeth Warren as Hebe.
  - After Giovanni Bellini's St. Francis in the Desert.
  - After Hans Holbein the Younger's Portrait of Simon George.
  - After Ingres, Cambon & Dumas - Sainte Germaine de Pibrac.
  - After Jean-Auguste-Dominique Ingres The Virgin with the Host.
  - After Jean-Bernard Restout's Sleep.
  - After John Raphael Smith's A Bacchante after Sir Joshua Reynolds.
  - After John Singer Sargent's The Countess of Rocksavage.
  - After Pontormo's Two Men with a Passage from Cicero's On Friendship.
  - After Sir Anthony Van Dyck's Le Roi à la Chasse.
  - After Sir Anthony Van Dyck's Charles I and Henrietta Maria.
  - After Sir Joshua Reynold's Miss Susanna Gale.
  - After Sir Joshua Reynold's Portrait of Doctor Samuel Johnson.
  - After Titian's (Tiziano Vecellio) Penitent Mary Magdalene.
  - Equestrian Portrait of King Philip II (Michael Jackson').
  - Thiogo Oliveira do Rosario Rozendo, au High Museum of Art, à Atlanta (Géorgie).
- 2010 :
  - Annoyed Radha with her Friends.
  - Bonaparte in the Great Mosque of Cairo.
  - Egyptian Landscape with Setting Sun.
  - Emmanuel Eboue.
  - Femme Fellah.
  - John Mensah.
  - Nandikesvara.
  - Samuel Eto'o.
  - The Desert.
  - The White Slave.
  - Unity Painting.